# Areny del Molí
L'Areny del Molí és una zona natural a la riba esquerra del riu Llobregat, a l'alçada d'Olesa de Montserrat. És considerada una àrea ZEPA (Zona Especial de Protecció d'Aus) dins la Xarxa Natura 2000. En aquest interessant espai natural hi ha un tram fluvial de gran interès ornitològic. Seguint el camí que surt de la zona de pícnic, riu amunt, s'hi poden observar ocells aquàtics com ànecs i polles d'aigua.
Es diu areny, precisament, per la seva situació al costat del riu, i "del molí" perquè antigament hi havia un molí fariner. A l'indret s'hi troba un pont de ferro que salva el Canal del Molí, per on avui encara hi baixa molta aigua. És en aquest punt on s'hi troba l'aiguabarreig del canal amb el riu Llobregat.
Actualment és una zona d'esbarjo, a la que s'hi arriba passant per una zona de fàbriques (Polígon Industrial Cátex Molí).